# 古坂るみ子
古坂 るみ子（ふるさか るみこ、1958年5月1日 - ）は、文学座所属の日本の女優。東京都小平市出身。身長160 cm。特技はシャンソン、趣味は水泳、バレエ、料理。

## 経歴
日本大学鶴ヶ丘高等学校卒業。1979年に文学座附属演劇研究所に入所。1980年、文化学院演劇コース卒業。1981年に「ハムレット」で初舞台を果たす。1983年、国立劇場で「オセロー」のデズデモーナ役で出演し、文学座新人賞を受賞、1984年に座員となる。
シャンソンを宇井あきらに師事し、1987年からシャンソン歌手としてシャンソン喫茶「銀巴里」などで歌いはじめる。

## 出演

### テレビドラマ
- 「江戸の朝焼け」第14話（1980年12月11日、フジテレビ）
- 「大戦隊ゴーグルファイブ」第27話（1982年8月14日、テレビ朝日） - ひろ子先生 役[5]
- 「新・必殺仕舞人」第9話（1982年8月27日、テレビ朝日） - 八重 役[6]
- 連続テレビ小説「おしん」第83話・第84話（1983年7月8日・7月9日、NHK） - 谷村みつ 役[7]
- 「刑事物語'85」（1985年4月14日 - 9月29日、日本テレビ）
- ドラマ人間模様「樋口一葉～われは女成りけるものを…」最終話（1985年12月21日、NHK）[8]
- 火曜サスペンス劇場「震える髪」（1986年4月8日、日本テレビ）[9]
- 「若大将天下ご免!」（1987年3月14日 - 12月26日、テレビ朝日）
- 「花の生涯 井伊大老と桜田門」（1988年1月2日、テレビ東京） - お種 役
- 「教師びんびん物語」第1シリーズ 第3話（1988年4月18日、フジテレビ）[10]
- 大河ドラマ「 琉球の風 DRAGON SPIRIT」第1話（1993年1月10日、NHK） - 思真境 役[11]
- 「晴れ着、ここ一番」第8話（2000年5月19日、NHK）[12]
- 「ドラマ愛の詩「ズッコケ三人組3」」第3シリーズ 第4話（2001年4月28日、NHK教育テレビ） - 豪邸の主婦 役[13]

### 舞台
- 「ハムレット」（1981年）
- 「ル・トルアデック教授の華麗なる黄昏」（1982年）
- 「オセロー」（1983年） - デズデモーナ 役
- 「リア」（1986年）
- 「ザ・ローバー　愛の放浪者」（1987年）
- 「マクベス」（1987年）
- 「作者を探す六人の登場人物」（1988年）
- 「ノイゼズ・オフ」（1989年）
- 「ゲーム・オブ・ラブ」（1990年）
- 「グリークス」（1990年）
- 「ペリクリーズ」（1991年）
- 「冬物語」（1994年）
- 「噂のチャーリー」（1995年）
- 「ヨーン・ガブリエル・ボルクマン」（1998年）
- 「武士の旗」（1999年）
- 「デンティスト　愛の隠れんぼ」（2000年）
- 「エレファントマン」（2000年）
- 「崩れた石垣、のぼる鮭たち」（2001年）
- 「劇評」（2002年）
- 「眠り姫－sleeping beauty－」（2004年）
- 「コミックポテンシャル」（2004年）
- 「バラ戦争」（2007年）
- 「メアリー・スチュアート」（2007年）
- 「イリノイのリンカン」（2009年）
- 「くたばれシェークスピア」（2009年）
- 「コレクション」（2010年）
- 「TOP GIRLS」（2010年）
- 「セールスマンの死」（2013年）
- 「熱帯のアンナ」（2013年）
- 「夏の盛りの蝉のように」（2014年）
- 「マクベスの妻と呼ばれた女2014」（2014年）
- 「あの子はだあれ、だれでしょね-尼崎連続変死事件より-」（2015年）
- 「セールスマンの死」（2016年）
- 「人形の家」（2017年）
- 「真実」（2018年）
- 「人形の家」（2019年）

### その他
- 「クイズ地球まるかじり」（1983年10月12日 - 1994年9月28日、テレビ東京） - レポーター